# 이용상
이용상(베트남어: Lý Long Tường리롱뜨엉 / 李龍祥, 1174년 ~ ?) 또는 이룡상은 화산 이씨(花山李氏)의 시조로, 베트남 리 왕조 황제 리 영종의 일곱 번째 아들이며, 리 고종의 동생이자 혜종의 숙부이다. 베트남에서는 받은 작위는 건평왕(베트남어: Kiến Bình Vương / 建平王)이고 고려에서 받은 작위는 화산군(베트남어: Hoa Sơn Quân / 花山君)이다.

## 생애

### 고려 망명까지의 생애
이용상은 1174년 베트남 리 왕조의 수도 탕롱성에서 영종의 일곱 번째 아들로 태어났다. 어머니는 황후 여씨(黎氏)이다. 정선 이씨에 따르면 1213년에 조카 혜종이 즉위 후에 평해공 이군필, 진일조와 함께 삼공이 되어 국정을 위임을 받았고 혜종의 외척 전전지휘사 쩐투도가 정계에 진출한 뒤 혜종을 협박하여 혜종의 딸인 소성공주를 양위시킨 다음에 조카인 태종과 결혼시켜 여제가 남편에게 선양하는 방식으로 황제의 자리에 올라 쩐 왕조를 건국되고 리 왕조가 멸망되었다.
쩐투도는 통국태사(統國太師)가 되어 전권을 장악하여 정적들을 죽이고 리 왕조의 모든 왕족들을 죽이는데, 몇 가지 다른 이야기가 전해온다. 하나는 혜종의 장례식에 종친들과 왕족들이 다 모였을 때, 진수도가 왕족들을 모두 도륙했다. 이 위기를 예견한 이용상은 병을 핑계 삼아 나오지 않다가 배를 타고 최측근과 함께 도피했다. 또 다른 이야기는 진씨 일족 측에서 이용상을 회유하려 했으나 그가 마음을 돌리지 않자 그를 제거하려 했고, 이를 눈치챈 이용상이 난을 피해 왔다는 이야기가 있다.
1226년경에 이용상과 적은 그의 가족들을 챙기고 리 혜종의 황관과 용포, 상방보검(尚方寶劍)을 챙겨 배에 몸을 내맡겼다. 이 여정에서 고려 해안에서 도적떼를 만나는데, 그 도적들이 옹진에 사는 사람들을 공격하는 장면을 보고 구해주었다. 옹진 현령에게 호감을 얻어 극진한 대접을 받았다. 옹진 현령은 안남국의 왕손이라는 사람이 멀리서 배를 타고 도적을 퇴치했다는 상소문을 써서 고종에게 상주하고 그의 일행을 받아주기를 청원했다. 고종은 그의 처지를 가련히 여겨 식읍을 하사하고 화산군(花山君)으로 봉했다. 그리고 화산 이씨 족보에는 이용상이 고려에 들어올 쯤에 고종이 어느 날 내전에서 잠이 들어 꿈을 꾸었는데 그 꿈에 큰 새 한 마리가 남쪽에서 날아와 사해 바닷가로 날개를 치고 앉기에 꿈에서 깨어 사람을 시켜 찾아보다가 안남국 왕자 이용상이 온 것을 알았다는 이야기가 적혀 있다.

### 몽골군과의 전투
1232년 몽골의 오고타이 칸이 황해를 통해 고려를 침입하였다. 하지만 고려군의 거센 저항을 받아 물러나야했다.
1253년 12월에 몽케 칸이 두 번째로 침입하였을 땐 이용상은 옹진성 동쪽 화산에 살고 있었다. 고을 수령이 그에게 달려와서 몽골군이 쳐들어왔다고 위급을 호소하며 이를 물리칠 계책과 도움을 요청하자 이에 이용상은 수락하여 위효관이라는 사람과 함께 부대를 나누어 성을 지키는 수성 전략을 세웠다. 삼면에 토성으로 성벽을 쌓고 전면에 목책을 높이 세웠다. 동굴을 파서 땔감과 나무를 비축하고 몽골군이 대포를 쏘면 함께 쏘고, 성벽을 넘으면 돌과 뜨거운 물을 부어서 철저히 방비하였다. 몽골군이 다섯달 이상 공격했지만 함락되지 않았다.
전투가 오래 계속되자 몽골 장수는 꾀를 내서 항복하는 체하고 화친을 요구한다며 황금을 가득 담은 상자 다섯 개를 선물로 보내 왔다. 이용상과 마을 수령은 망대를 높이 쌓아 위엄을 보인 가운데 항복 받을 준비를 하고 있었다. 몽골군이 상자를 보내오자 이용상은 이에 의심을 하여 몽골군이 보낸 상자를 묶고 구멍을 뚫도록 명령을 내린다. 구멍을 뚫어 보니 자객 한 명이 있었다. 이용상은 그 구멍에 펄펄 끓는 물을 붓도록 명하였다. 자객이 죽고 그 상자를 금 종이로 바르고 적진에 도로 던져 주라고 하였다. 몽골 장수는 상자를 도로 받은 후에 깜짝 놀라고 군사를 급히 돌렸다. 그러나 이용상의 지시로 매복한 고려 병사들이 기습하여 몽골군을 격파하고 수백명의 포로를 사로잡았다. 그와 활약한 병사들과 주민들이 함께 싸우며 그를 백마장군(白馬將軍)이라 부르며, 많은 전과를 거두었다.
고종은 보고를 받고 이용상을 포상하여 관직을 높이고 웅진 화산 지방 30리 인근과 식읍 2천호를 하사받았다. 조상의 제사를 지내도록 제수를 많이 내리고 화산관의 문미에 수항문(受降門)이란 글자를 써서 내렸다.

### 말년

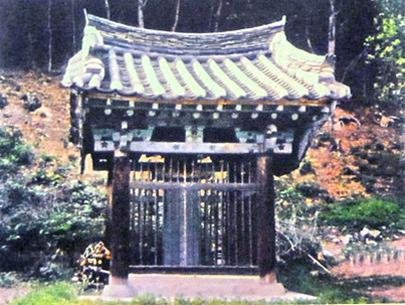
수항문

옹진 화산에 정착한 이용상은 화산성에 올라가 망국단(望國壇)을 만들고 고국을 그리다가 일생을 마쳤다. 후손들은 그를 시조로 삼고 본관은 화산으로 삼았다. 그의 맏아들 이간은 삼중대광, 도첨의 좌정승과 예문관 대제학을 역임했고, 둘째 아들 이일청은 안동부사를 지내고 안동시 내성면 토곡리에 정착했다.

## 같이 보기
- 리 왕조
- 화산 이씨